# Dubicsány
Dubicsány là một thị trấn thuộc hạt Borsod-Abaúj-Zemplén, Hungary. Thị trấn này có diện tích 13 km², dân số năm 2010 là 299 người, mật độ 23 người/km².